# Craspedodon
Craspedodon is een geslacht van ornithischische dinosauriërs dat 85 miljoen jaar geleden in het late Krijt leefde in het huidige België. De typesoort is Craspedodon lonzeensis. Hij was wellicht verwant aan Iguanodon. De soort werd in 1883 door de Belgische paleontoloog Louis Dollo beschreven op basis van drie tanden met een unieke karteling aan de rand van het snijvlak: de geslachtsnaam betekent "karteltand". De soortaanduiding verwijst naar het dorp Lonzée in de provincie Namen. Aangezien het maar de vraag is of de tanden diagnostisch zijn wordt de naam gemeenlijk beschouwd als een nomen dubium.
Het holotype, IRSNB R59, is de kleinste tand. Dollo dacht dat de soort tot de Ornithopoda behoorde. Een studie uit 2007 concludeerde echter zeer voorzichtig dat het, gezien de vorm van het snijvlak, de lengte van de tandrichels en de verdikte tandbasis zou kunnen gaan om een lid van Neoceratopia en meer bepaaldelijk een basale soort in de Ceratopoidea. In dat geval zou Craspedodon de eerste neoceratopiër zijn die uit Europa bekend is; via landbruggen zou deze groep dit continent in het Aptien vanuit Azië bereikt kunnen hebben; een afkomst uit Noord-Amerika werd verworpen.